# 熊代佑輔
熊代 佑輔（くましろ ゆうすけ、1988年6月3日 - ）は、栃木県出身の、日本の柔道家である。階級は100kg超級。身長184cm。血液型はAB型。段位は六段。組み手は左組み。得意技は大外刈。現在は国際武道大学の教員として勤めている。

## 経歴
幼稚園から中学までは地元のクラブチームでサッカーに取り組んでいた。市貝中学では柔道部に入部したものの、籍を置いていた程度だったという。しかし、中学3年の夏にサッカーを引退すると、体重が40kg近く増えて120kgにも達したことから、体型的により相応しい柔道の方を本格的に取り組むようになった。茂木高校に進学すると、3年の時にはインターハイ100kg級で5位となった。
東海大学に進学後、3年から2年連続で全日本学生柔道優勝大会の優勝メンバーに名を馳せた。4年の時には学生体重別で2位となった。講道館杯では決勝まで進むが、大学の3年後輩である羽賀龍之介に有効で敗れて2位だった。
卒業後は綜合警備保障所属となった。2012年には実業柔道選手権で優勝を飾ると、続く講道館杯でも初優勝を飾った。さらにグランプリ・青島では国際大会初優勝も果たした。2013年のヨーロッパオープン・ブダペストでは、決勝で会社の先輩である小林大輔に反則勝ちして優勝した。しかしながら、選抜体重別では決勝で了徳寺学園職員の小野卓志に技ありで敗れて、世界選手権代表にはなれなかった。東アジア大会では優勝を果たした。2014年4月の選抜体重別では旭化成の羽賀龍之介を袖釣込腰で破って初優勝を飾った。しかしながら、首脳陣からはこの階級のここ最近の国際大会での不振などを理由に、世界選手権代表の派遣は取り止めとなる可能性が示唆された。挽回を期した全日本選手権では、初戦で世界選手権81kg級代表である筑波大学4年の永瀬貴規に小外刈で一本負けを喫した。今回の結果により、オリンピックや世界選手権などの世界大会では男子として初めてとなる代表派遣の取り止めが決まった。9月のアジア大会では初戦で敗れた。2015年の選抜体重別では準決勝で羽賀を小内巻込で破るも、決勝でJRAの高木海帆に技ありで敗れて2位だった。続く実業個人選手権では優勝した。2017年の実業個人選手権では2位だった。講道館杯では3位になった。グランドスラム・東京では3回戦で敗れた。2018年の体重別では決勝で新日鉄住金の西山大希に反則負けを喫して2位だった。続く全日本選手権では3回戦でJRAの原沢久喜に袈裟固で敗れた。講道館杯では決勝で羽賀を技ありで破って、今大会6年ぶり2度目の優勝を飾った。グランドスラム・大阪では2回戦で敗れた。2019年4月の全日本選手権では3回戦で日本製鉄の佐藤和哉と対戦するが、両者攻め手を欠いて消極的な試合運びとなり、今大会では史上初となる両者反則負けとなった。その後階級を100kg超級に上げると、9月の実業個人選手権では決勝で西山を破って優勝した。11月の講道館杯でも決勝で大学と会社の後輩である香川大吾を技ありで破って優勝した。グランドスラム・大阪では準決勝で大学の後輩の東海大学4年の太田彪雅に反則負けすると、3位決定戦でも同じく後輩のJRAの影浦心に背負投で敗れて5位に終わった。2020年のグランプリ・テルアビブでは準々決勝でウクライナのヤキフ・ハンモに反則負けするも、その後の敗者復活戦を勝ち上がって3位になった。2021年12月の全日本選手権では準々決勝で旭化成の王子谷剛志に払腰で敗れて5位だった。

## 戦績
100kg級での戦績
- 2006年 -　インターハイ 5位
- 2009年 -　全日本学生柔道優勝大会 優勝
- 2010年 -　全日本学生柔道優勝大会 優勝
- 2010年 -　学生体重別 2位
- 2010年 -　体重別団体 2位
- 2010年 -　講道館杯 2位
- 2011年 -　講道館杯 3位
- 2012年 -　選抜体重別 3位
- 2012年 -　実業柔道団体 3位
- 2012年 -　実業柔道選手権 優勝
- 2012年 -　講道館杯 優勝
- 2012年 -　グランプリ・青島 優勝
- 2012年 -　グランドスラム・東京 5位
- 2013年 -　グランドスラム・パリ 5位
- 2013年 -　ヨーロッパオープン・ブダペスト 優勝
- 2013年 -　選抜体重別 2位
- 2013年 -　東アジア大会 優勝
- 2013年 -　グランドスラム・東京 7位
- 2014年 -　選抜体重別 優勝
- 2014年 - アジア大会 団体戦 3位
- 2015年 -　選抜体重別 2位
- 2015年 - 実業個人選手権 優勝
- 2017年　- 実業個人選手権 2位
- 2017年 -　講道館杯 3位
- 2018年　- 選抜体重別 2位
- 2018年 - 実業個人選手権 3位
- 2018年 - 国体 3位
- 2018年 -　講道館杯 優勝

100kg超級での戦績
- 2019年 - 実業個人選手権 優勝
- 2019年 -　講道館杯 優勝
- 2019年 -　グランドスラム・大阪 5位
- 2020年 -　グランプリ・テルアビブ 3位
- 2021年 -　全日本選手権 5位

（出典、JudoInside.com）